# José Pablo Moncayo
José Pablo Moncayo Garcia (Guadalajara, Jalisco, 29 de junho de 1912 - Cidade do México, 16 de junho de 1958) foi um compositor mexicano de música erudita com cariz nacionalista.
José Pablo Moncayo estudou piano enquanto jovem. Ingressou no conservatório da Cidade do México onde prosseguiu os seus estudos de piano com Eduardo Hernandez Moncada, de harmonia com Candelario Huízar e de composição com Carlos Chávez. Um dos seus primeiros trabalhos como músico profissional foi como percussionista na Orquestra Sinfónica Estatal Mexicana. Em 1942 foi convidado a estudar com o compositor Aaron Copland e desde 1949 até 1954 dirigiu a Orquestra Sinfónica Nacional da Cidade do México.
Foi membro de um grupo conhecido como Grupo de los cuatro (Grupo dos Quatro) ao lado de Blas Galindo, Salvador Contreras e Daniel Ayala; este grupo dedicou-se a escrever música que reflectia o espírito nacional mexicano, recorrendo a melodias, ritmos e harmonias típicas da música popular mexicana.
A obra mais conhecida de Moncayo continua a ser a fantasia orquestral Huapango (1941), mas a sua produção também inclui muitas outras obras de grande qualidade, apesar de serem menos famosas. Entre estas encontram-se a ópera La Mulata de Córdoba (1948); Muros Verdes - peça para piano solo (1951); as peças orquestrais Amatzinac (1935), Sinfonía (1944), Sinfonietta (1945) e Bosques (1954); o ballet Tierra (1958) e Homenaje a Cervantes para dois oboés e orquestra de cordas (1947).